# Место марки в листе

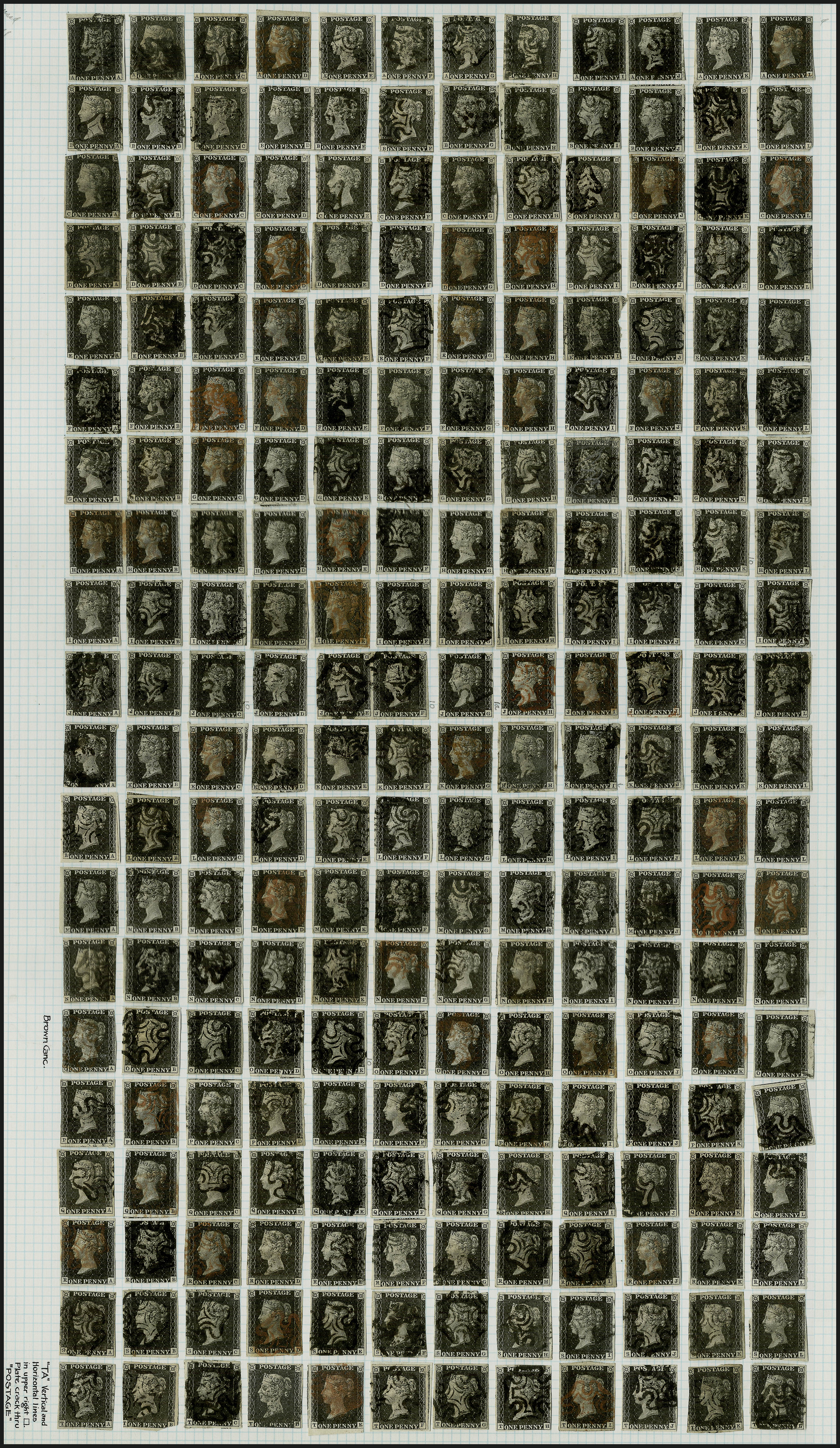
Плакированный лист с «Чёрным пенни». Великобритания. 1840

Место марки в листе — порядковый номер (филателистическая характеристика) марочного места в типографском марочном листе. Когда типографский лист состоит из одного сектора — марочного листа, то говорят о порядковом номере в марочном листе.
Точное определение положения почтовой марки в марочном листе необходимо для того, чтобы описать, где на марочном листе находится одиночная разновидность, которая отличается от других «нормальных» марок листа. Место марки в листе играет особую роль в специализированных, исследовательских и других филателистических коллекциях исследовательского характера.

## Два вида нумерации
Существует два разных метода числовой нумерации марочных мест:
- филателистическая нумерация (филателистический счёт);
- почтовая нумерация (счёт при продаже).

Филателисты используют особый метод подсчёта марочных мест в марочных листах. Филателистический счёт по порядку номеров марочных мест идёт горизонтальными рядами, начиная с левого верхнего углового марочного места, слева направо. Например, если марочный лист состоит из 10 рядов по 10 марочных мест в каждом, то первое слева в 1-м ряду марочное место имеет № 1 (верхний левый угол), последнее в 1-м ряду — № 10 (верхний правый угол), в левом нижнем углу будет 91-е марочное место, а в правом нижнем — 100-е. 15-е марочное место находится на 5-м месте 2-го ряда, а 48-е — на 8-м месте 5-го ряда.
Почта некоторых стран счёт при продаже почтовых марок проводит по-другому: начинает считать также с левого верхнего марочного места, но считают при этом столбцами (колонками). Например, если марочный лист состоит из 10 рядов по 10 марочных мест в каждом, то первое слева в 1-м столбце марочное место имеет № 1 (верхний левый угол), последнее — нижнее — в 1-м столбце — № 10 (нижний левый угол), в правом верхнем углу будет 91-е марочное место, а в правом нижнем — 100-е, как показано на рисунке справа.
| 1  | 2  | 3  | 4  | 5  | 6  | 7  | 8  | 9  | 10  |
| 11 | 12 | 13 | 14 | 15 | 16 | 17 | 18 | 19 | 20  |
| 21 | 22 | 23 | 24 | 25 | 26 | 27 | 28 | 29 | 30  |
| 31 | 32 | 33 | 34 | 35 | 36 | 37 | 38 | 39 | 40  |
| 41 | 42 | 43 | 44 | 45 | 46 | 47 | 48 | 49 | 50  |
| 51 | 52 | 53 | 54 | 55 | 56 | 57 | 58 | 59 | 60  |
| 61 | 62 | 63 | 64 | 65 | 66 | 67 | 68 | 69 | 70  |
| 71 | 72 | 73 | 74 | 75 | 76 | 77 | 78 | 79 | 80  |
| 81 | 82 | 83 | 84 | 85 | 86 | 87 | 88 | 89 | 90  |
| 91 | 92 | 93 | 94 | 95 | 96 | 97 | 98 | 99 | 100 |

| 1  | 11 | 21 | 31 | 41 | 51 | 61 | 71 | 81 | 91  |
| 2  | 12 | 22 | 32 | 42 | 52 | 62 | 72 | 82 | 92  |
| 3  | 13 | 23 | 33 | 43 | 53 | 63 | 73 | 83 | 93  |
| 4  | 14 | 24 | 34 | 44 | 54 | 64 | 74 | 84 | 94  |
| 5  | 15 | 25 | 35 | 45 | 55 | 65 | 75 | 85 | 95  |
| 6  | 16 | 26 | 36 | 46 | 56 | 66 | 76 | 86 | 96  |
| 7  | 17 | 27 | 37 | 47 | 57 | 67 | 77 | 87 | 97  |
| 8  | 18 | 28 | 38 | 48 | 58 | 68 | 78 | 88 | 98  |
| 9  | 19 | 29 | 39 | 49 | 59 | 69 | 79 | 89 | 99  |
| 10 | 20 | 30 | 40 | 50 | 60 | 70 | 80 | 90 | 100 |

| 1 | 2  | 3  | 4  |
| 5 | 6  | 7  | 8  |
| 9 | 10 | 11 | 12 |

| 1 | 4 | 7 | 10 |
| 2 | 5 | 8 | 11 |
| 3 | 6 | 9 | 12 |

При обеих нумерациях для квадратных марочных листов номера марочных мест совпадают на главной диагонали от верхнего левого до правого нижнего угла. Для прямоугольных неквадратных марочных листов совпадают номера только на двух марочных местах: в верхнем левом и в правом нижнем углу.
Нумерации, как правило, только подразумеваются, в явном виде они обычно в типографии не печатаются. Но бывают исключения, когда почтовая нумерация печатается в типографии на полях марочных листов рядом с соответствующими марками. Например, на полях марочных листов ГДР для облегчения работы почтовых служащих напечатаны:
- почтовая нумерация столбцов;
- суммарный возрастающий номинал почтовых марок в горизонтальных рядах;
- другие счётные обозначения.

Бывают также исключения, когда нумерация какого-нибудь вида печатается в типографии непосредственно на рисунках марок. Некоторые известные случаи рассматриваются в следующем разделе.

## Нумерация на рисунке марки
Непосредственно на рисунке почтовой марки может находиться обозначение места марки в листе.
Обозначение места в листе — цифры или буквы, которые находятся прямо на рисунке почтовой марки и определяют каким-либо способом конкретное место этой марки в марочном листе.

### Числовая нумерация
Цифрами непосредственно на рисунке почтовой марки может быть напечатан номер марочного места, причём не почтовый, а филателистический.
Например, на почтовых марках Эстонии 1927 года с видами городов внизу рисунка слева, справа или посередине напечатаны маленькие номера этих марок от 1 до 100. То, что номера именно филателистические, ясно видно на квартблоке на иллюстрации.
Также такие цифровые надписи есть на некоторых почтовых марках Уругвая и других стран.

Числовая нумерация
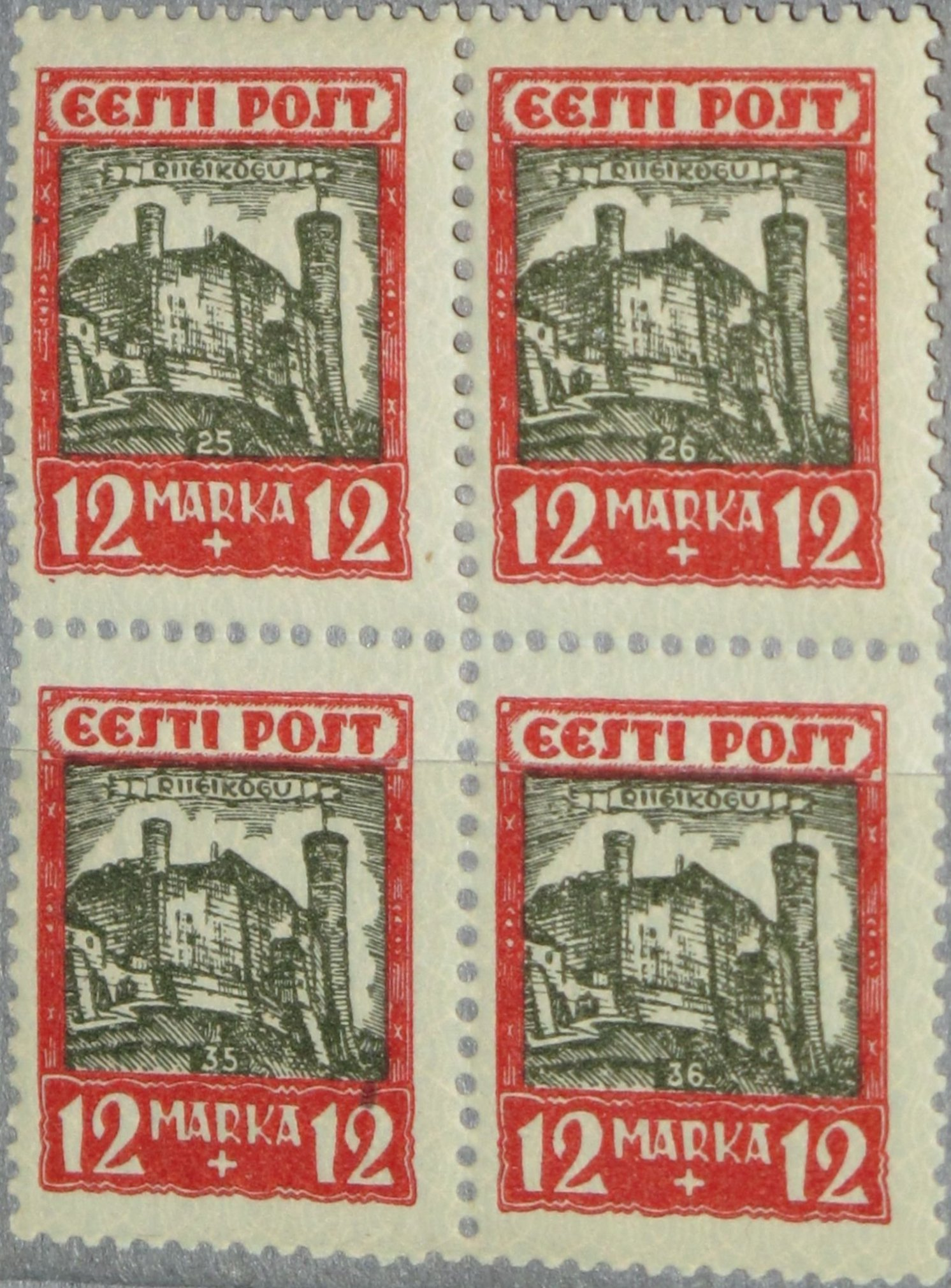
Квартблок марок Эстонии, 1927. Таллинн. Замок Тоомпеа с башней Длинный Герман (Mi #65)

### Буквенные обозначения
Вместо последовательной нумерации марочных мест на марочном листе может использоваться метод координат. Например, двумя угловыми латинскими буквами отмечены рисунки всех почтовых марок Великобритании с первой «Чёрный пенни» и до 1884 года.
На плакированном марочном листе «Чёрного пенни» Великобритании 1840 года — первой в мире почтовой марки — находятся её буквенные координаты:
- внизу слева — координаты 20 горизонтальных рядов от A до T;
- внизу справа — координаты 12 вертикальных столбцов от A до L.

Без этих алфавитных координат было бы невозможно плакирование, то есть реконструкция из отдельных почтовых марок, этого марочного листа.

## Затруднения с нумерацией марок

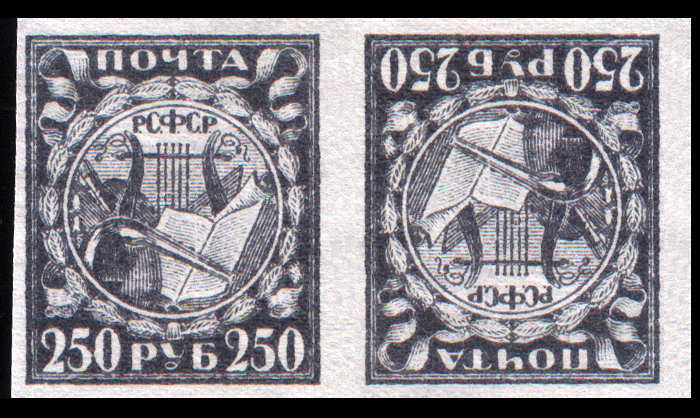
Почтовая марка второго стандартного выпуска РСФСР (тет-беш), 1921, 250 рублей (ЦФА [АО «Марка»] #10; Sc #183)
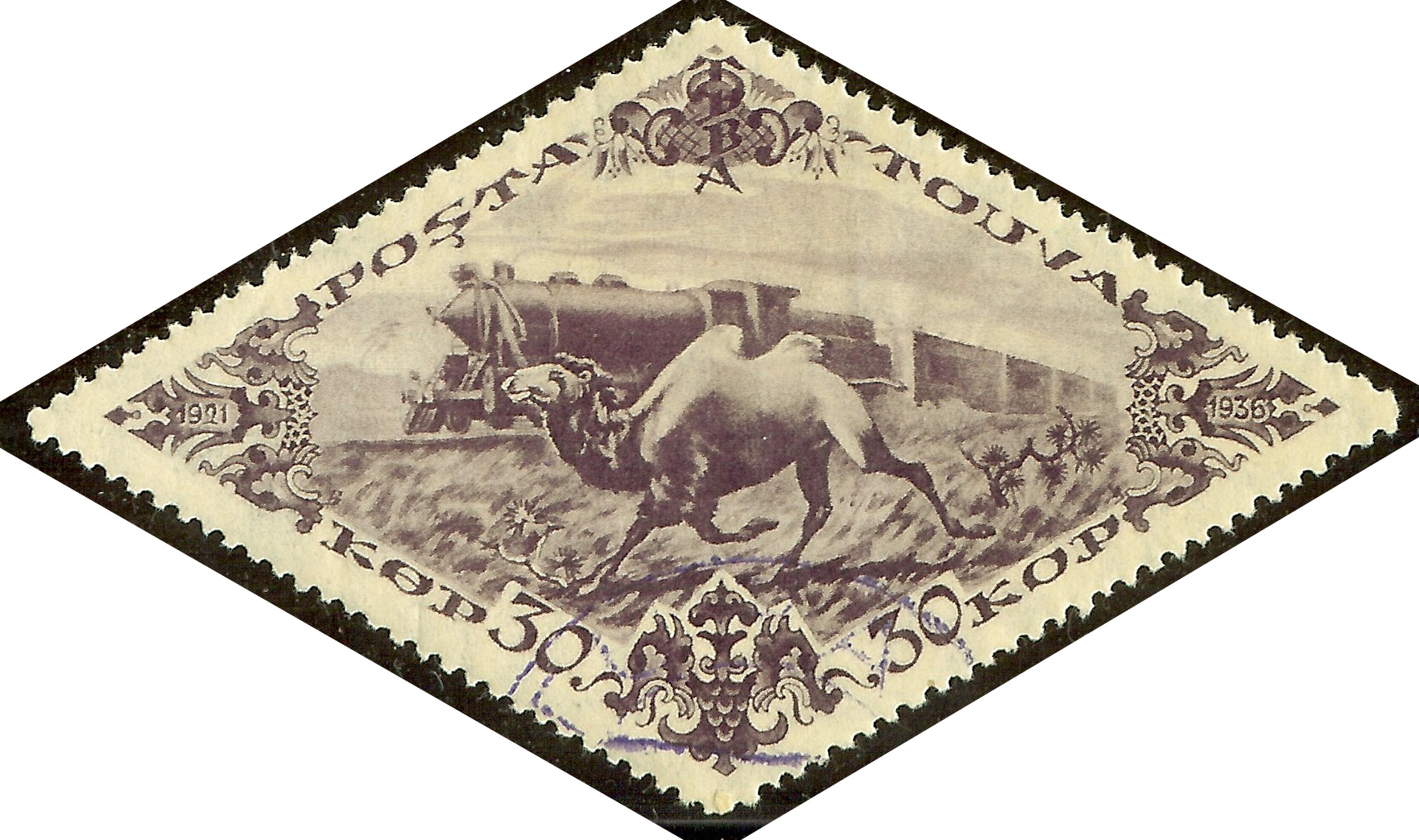
Тува. 1936. Верблюд, бегущий наперегонки с паровозом. Ромб — не квадрат (Yt #76)
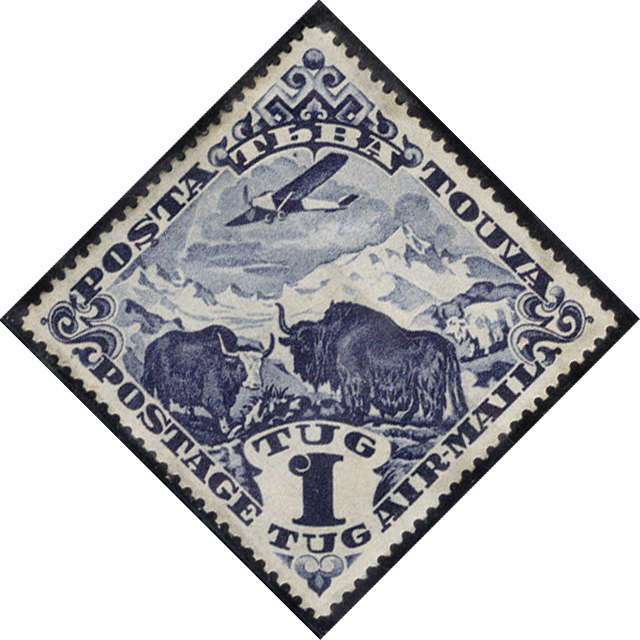
Тува. 1934. Самолёт над яками (сарлыками). Ромб — квадрат (Yt #Ав8)
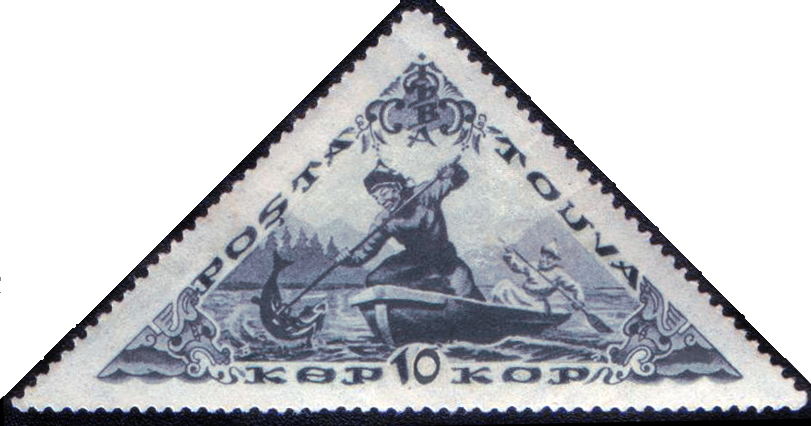
Тува, 1941. Ловля рыбы острогой (треугольник на гипотенузе) (Yt #89)
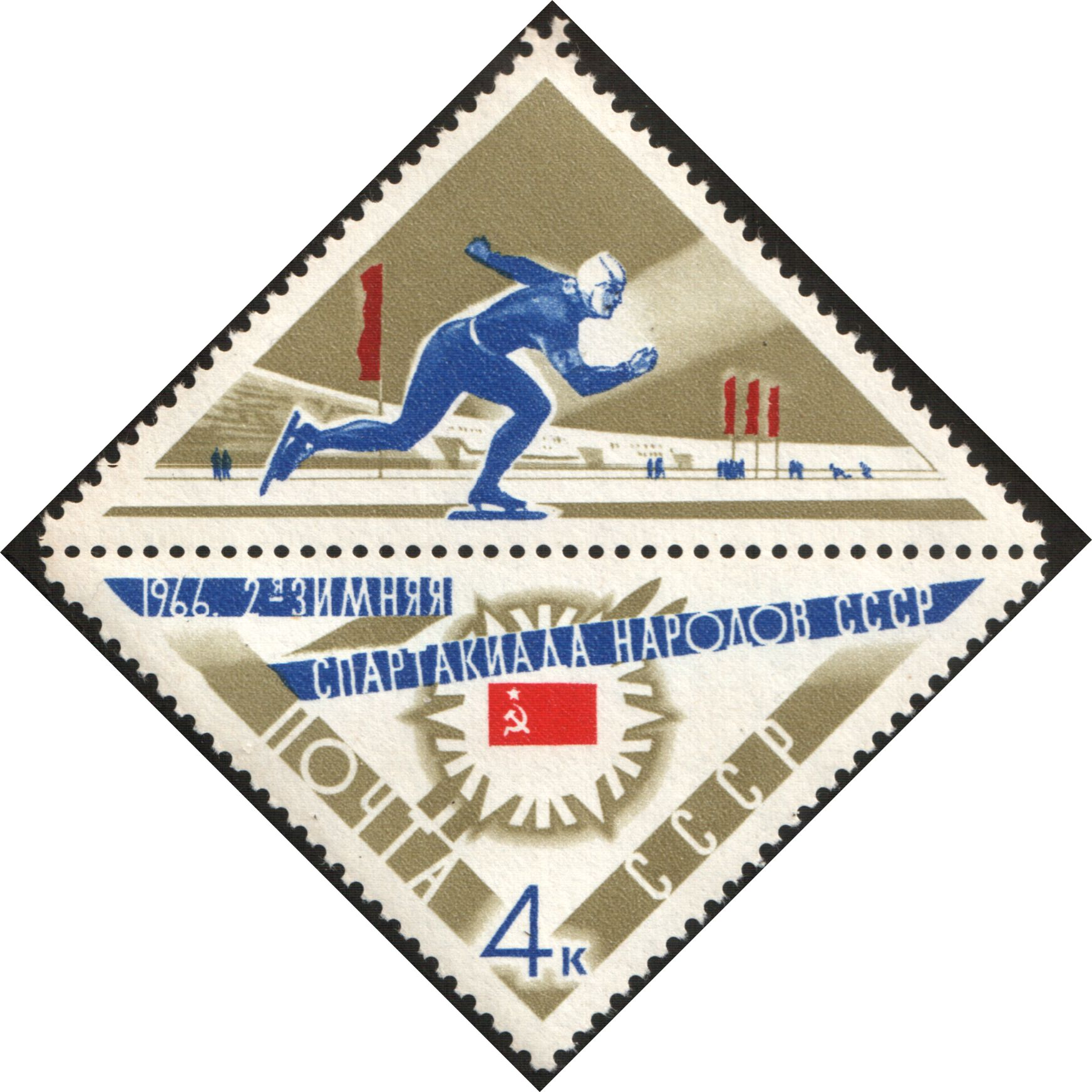
СССР, 1966. Конькобежец (треугольник на прямом угле)
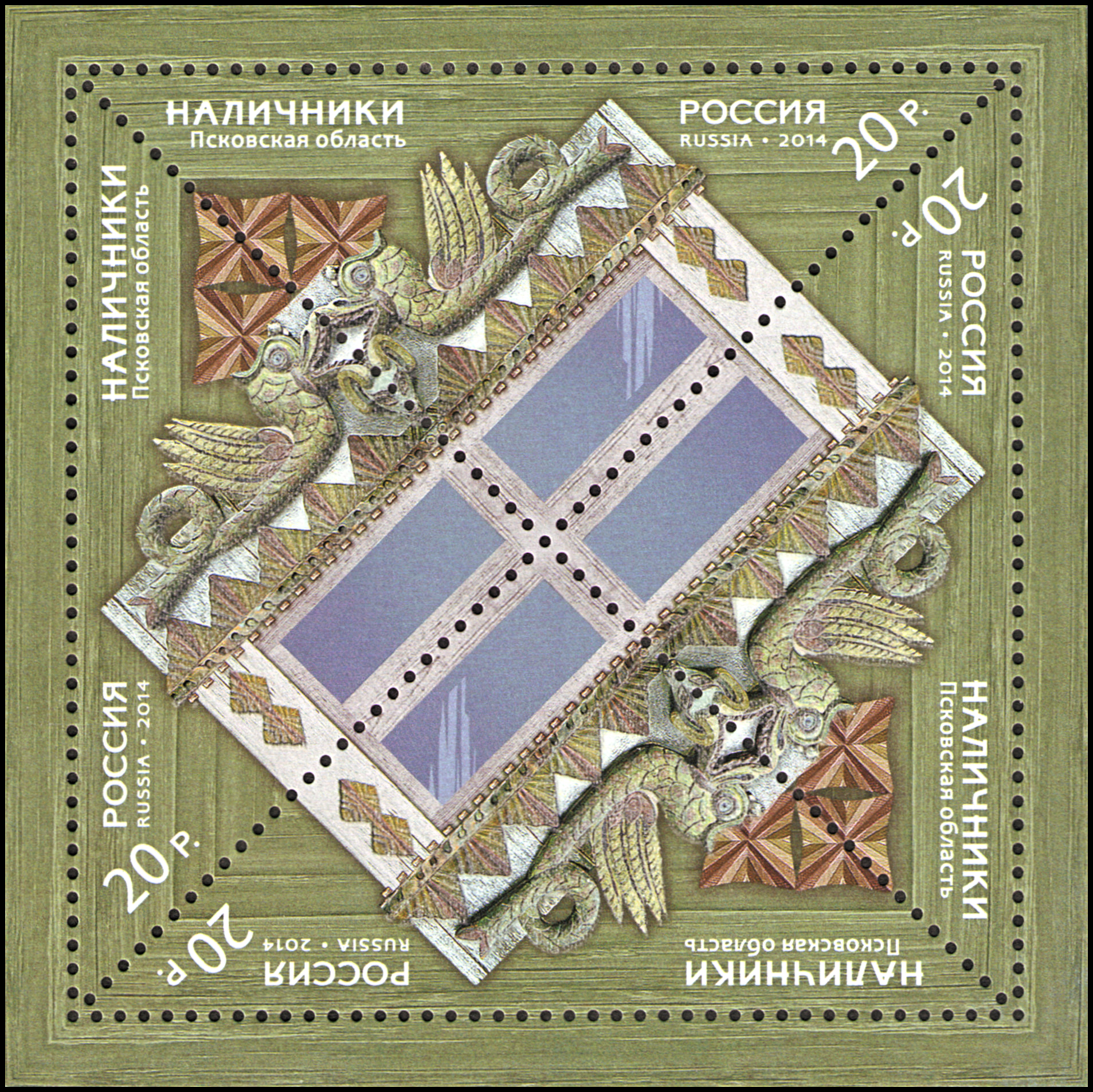
Россия, 2014. Наличники (треугольник на катете)

### Стандартная ситуация
В предыдущих разделах неявно предполагалось, что марочные места имеют форму прямоугольника, в частном случае — квадрата, причём в стандартном расположении почтовая марка «стоит на стороне», а не на углу. Такую форму имеют большинство почтовых марок, и затруднений с их нумерацией не возникает, если нет сплошного тет-беша (см. иллюстрацию справа). При этом при подсчёте но́мера марки на листе марочный лист должен располагаться правильно, марки должны смотреться на листе вертикально, в естественном положении, чтобы однозначно определить верхнюю левую марку.

### Ромбические марки
В том случае, если имеются отклонения от ситуации, описанной выше, то однозначно пронумеровать почтовые марки бывает не так просто или даже невозможно. Самая простая из таких нестандартных ситуаций — это случай ромбических марок, то есть либо квадратных марок, которые в стандартном расположении «стоят на углу», либо марок в виде ромбов, отличных от квадрата. Для ромбических почтовых марок перед подсчётом длины рядов, их количества и местоположения отдельных марок в листе марочный лист следует повернуть из стандартного расположения по часовой стрелке (вправо) на 45° для квадратов и на половину правого угла ромба для ромбов, отличных от квадрата.

### Треугольные марки

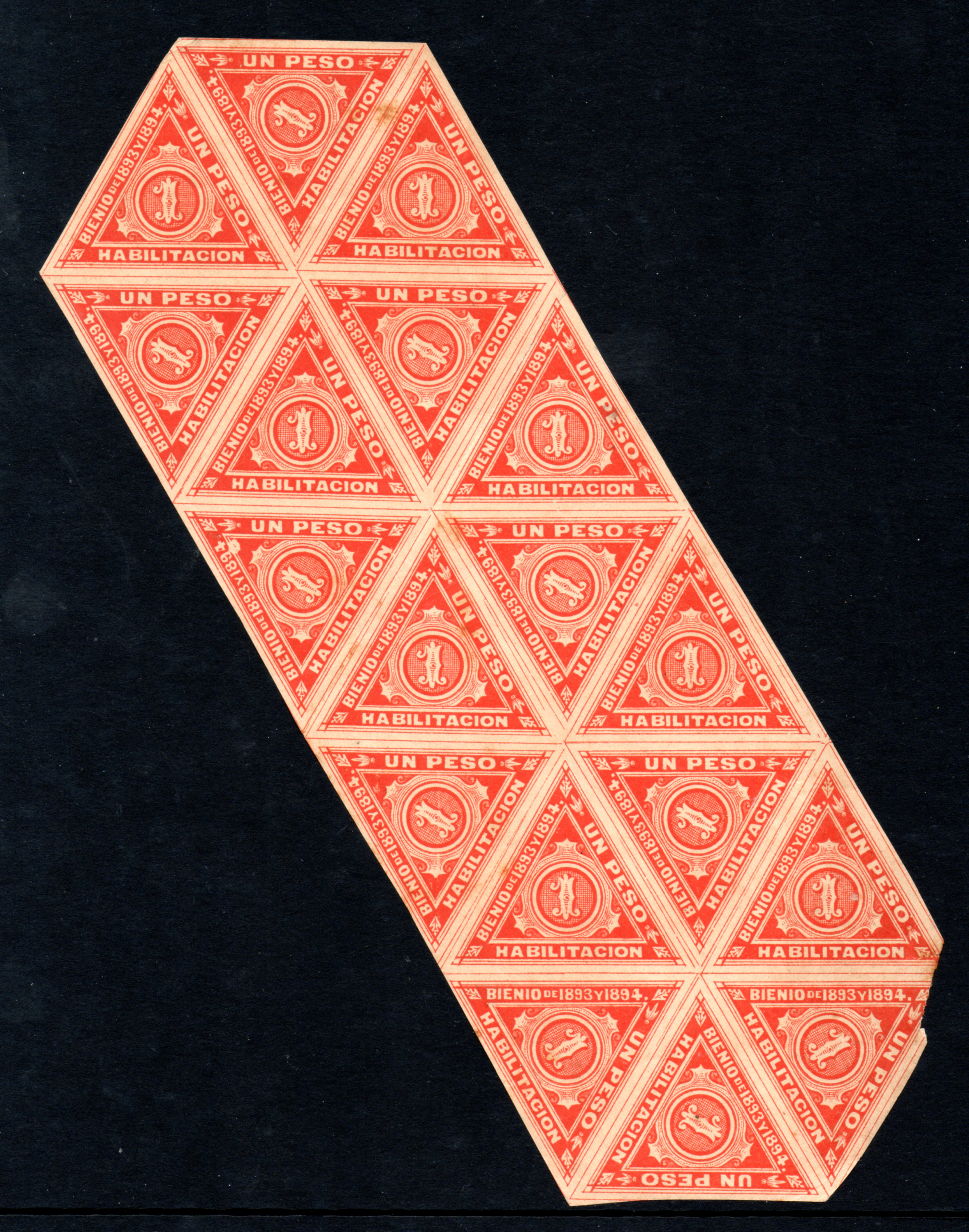
18-кратный блок-сцепка фискальной марки Колумбии (правильный треугольник)

Почтовые марки на марочных листах с тет-бешами однозначно перенумеровать в принципе невозможно, потому что при перевороте листа вверх ногами получается то же самое, и непонятно, какая из двух противоположных марок является верхней левой. Особенно это относится к марочным листам с треугольными марками, которые, как правило, всегда тет-бешные. В любом случае, перед подсчётом длины рядов, их количества и местоположения отдельных марок в листе марочный лист следует повернуть из стандартного расположения по часовой стрелке (вправо) на 45° для равнобедренных прямоугольных треугольников, если при стандартном расположении марки треугольник «стоит» либо на большей стороне — гипотенузе, либо на прямом углу, бо́льшая сторона (гипотенуза) при этом располагается вверху горизонтально. При других треугольниках поворачивать лист нужно на соответствующий угол. Для правильных (равносторонних) треугольников (см. иллюстрацию) или равнобедренных треугольников, у которых при стандартном расположении марки треугольник «стоит» на меньшей стороне — катете, лист поворачивать на следует.

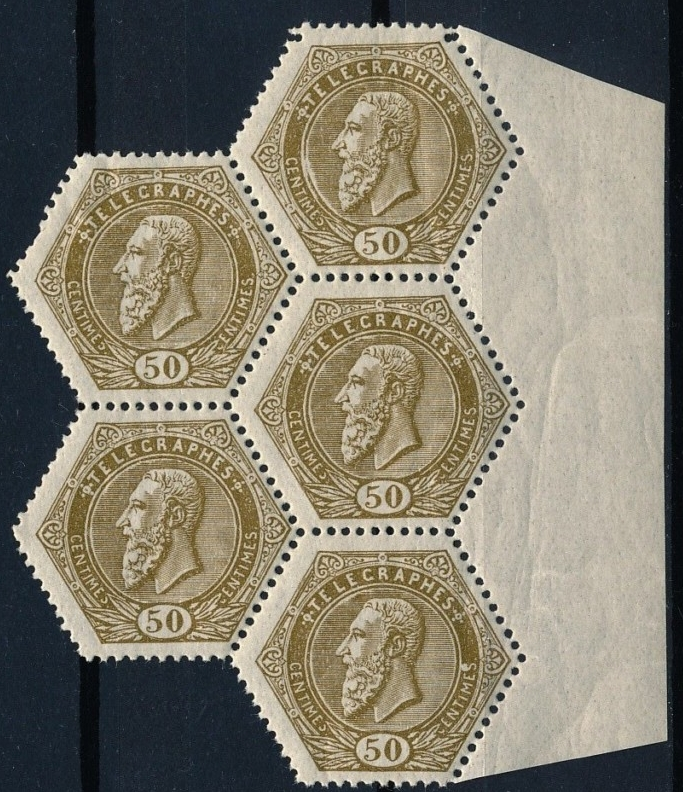
5-блок телеграфных 6-угольных марок с правым полем. Бельгия. 1899

Хотя можно дать рекомендацию при поиске разновидности рассматривать все варианты нумерации.

### Шестиугольные марки
Марочные листы с шестиугольными марками, хотя они обычно тет-бешей не образуют, можно нумеровать, предварительно повернув из стандартного расположения по часовой стрелке (вправо) на 30°, если при стандартном расположении марки шестиугольник «стоит» на стороне (см. иллюстрацию), или не поворачивать, если при стандартном расположении марки шестиугольник «стоит» на углу.

## «Кукушкино яйцо»
Среди разновидностей, для которых важно указание места марки в листе, довольно распространено т. н. «кукушкино яйцо». Это вид полиграфической ошибки, точнее, ошибки при клишировании, когда клише одной марки попадает на лист другой.

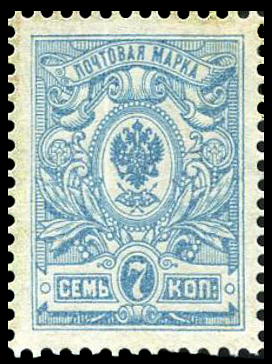
Три жемчужины
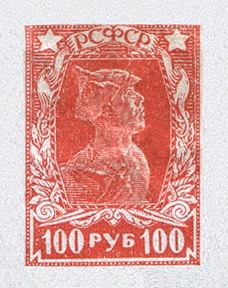
Оранжевый красноармеец
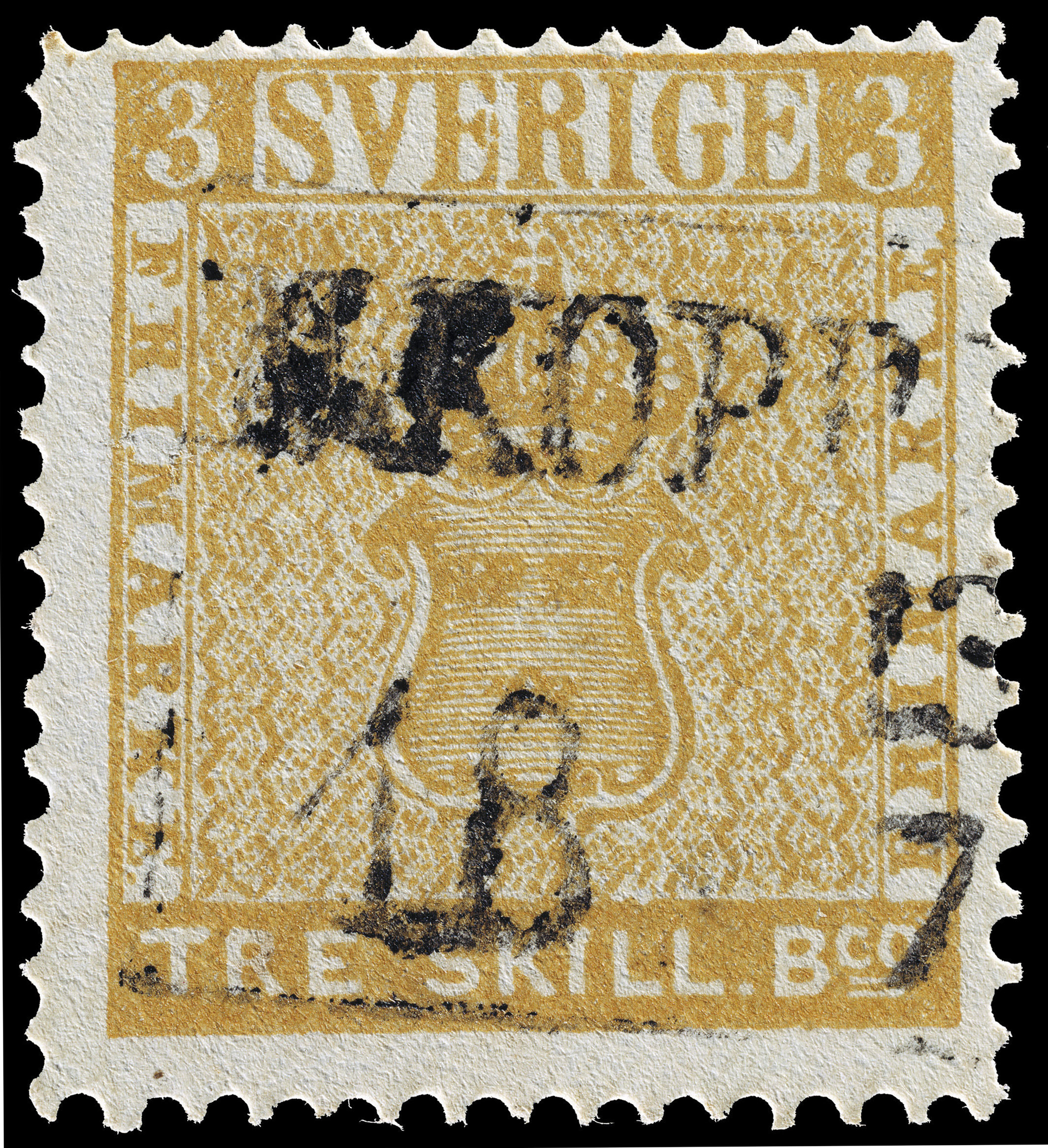
Жёлтый трёхскиллинговик  (Mi #1F; Yt #1a)

### Три жемчужины
«Три жемчужины» — филателистическое название очень редкой разновидности почтовой марки Российской империи 17-го стандартного выпуска (декабрь 1908 года), номиналом в 7 копеек (СК #99 I).
В петербургской типографии Экспедиции заготовления государственных бумаг в печатную форму для новых 7-копеечных марок случайно включили три клише, изготовленных по промежуточным рисункам. Хотя эта ошибка была выявлена в самой типографии, часть листов марок успели отпечатать и передать в Главное управление почт и телеграфов на реализацию, и 15—20 экземпляров марок с отступлениями в рисунке успели продать.

### Оранжевый красноармеец
«Красноармеец» оранжевого цвета — 70-рублевая беззубцовая оранжевая почтовая марка РСФСР четвёртого (по другой классификации — третьего) стандартного выпуска (ЦФА [АО «Марка»] #75а; Mi #210BF), выпущенная в декабре 1922 — январе 1923 года. Находится на 72 месте некоторых типографских листов величиной 100 (5 × 5 + 5 × 5 + 5 × 5 + 5 × 5).
Представляет собой двойную ошибку печати и является одной из редчайших марок, поскольку присутствует в единственном экземпляре на типографском листе и лишь на очень немногих типографских листах. Впрочем, такая же марка, но с зубцами  (ЦФА [АО «Марка»] #79а; Mi #210AF), представляет собой всего-навсего одинарную ошибку печати и встречается гораздо чаще, поскольку в одном экземпляре присутствует на гораздо большем (но далеко не на всех) печатных листах.

### Жёлтый трёхскиллинговик
«Жёлтый трёхскиллинговик», или «Швẻдский у́никум» (швед. Gul tre skilling banco, англ. Treskilling Yellow), — филателистическое название первой стандартной почтовой марки Швеции 1855 года с ошибкой в цвете (Mi #1F; Yt #1a). Известна в мире в единственном числе (в гашёном виде) и является одной из самых дорогих коллекционных марок в мире.
Причина появления ошибки в цвете шведской марки № 1 до сих пор остаётся загадкой. Возможно, после того, как тираж жёлтой марки в 8 скиллингов банко был отпечатан, в машину заложили клише марки в 3 скиллинга банко, не поменяв краски. Можно также предположить, что клише марки в 8 скиллингов банко в процессе печати было повреждено и его надо было заменить. При замене перепутали клише марок. Сходство цифр 3 и 8 вполне могло привести к такой ошибке, которую быстро обнаружили и исправили, так как сегодня известен лишь один экземпляр этой ошибки.

### Серо-голубой герб Польши
В 1924 году в Польше при печатании марок с гербом в венке в печатную форму, состоящую из 100 клише 40-грошевых марок и печатавшуюся серо-голубой краской, случайно было вмонтировано одно клише 25-грошевой марки, тираж которой печатался коричнево-красной краской. Таким образом, в руки нескольких филателистов попали 25-грошевые марки несвойственного им серо-голубого цвета  (Mi #208F).